# Queen Elizabeth Ranges
Queen Elizabeth Ranges är ett berg i Kanada.   Det ligger i provinsen Alberta, i den centrala delen av landet, 3 100 km väster om huvudstaden Ottawa. Toppen på Queen Elizabeth Ranges är 2 175 meter över havet.
Terrängen runt Queen Elizabeth Ranges är kuperad åt nordväst, men åt sydost är den bergig. Terrängen runt Queen Elizabeth Ranges sluttar västerut.Trakten runt Queen Elizabeth Ranges är nära nog obefolkad, med mindre än två invånare per kvadratkilometer.. Det finns inga samhällen i närheten.
Trakten runt Queen Elizabeth Ranges består i huvudsak av gräsmarker.